# Nuevo tango: Hora Zero
Nuevo tango: Hora Zero es un álbum de estudio del compositor de tango argentino Astor Piazzolla y su Quinteto, editado en 1986. Fue lanzado en septiembre de 1986 por American Clavé, y reeditado en Pangaea Records en 1988.
Piazzolla lo consideraba su mejor disco. La revista Rolling Stone comentó, de la reedición de Pangaea, sobre la fusión de improvisación, dinamismo, música contemporánea, clásica, jazz y rock and roll. Robert Christgau de The Village Voice también comentó sobre la fusión de música clásica y jazz en el álbum.

## Lista de temas
| N.º | Título                           | Duración |  |
| 1.  | «Tanguedia III» (4:39)           |          |  |
| 2.  | «Milonga del ángel» (6:31)       |          |  |
| 3.  | «Concierto Para Quinteto» (9:07) |          |  |
| 4.  | «Milonga Loca» (3:10)            |          |  |
| 5.  | «Michelangelo '70» (2:51)        |          |  |
| 6.  | «Contrabajísimo» (10:20)         |          |  |
| 7.  | «Mumuki» (9:38)                  |          |  |

## Créditos
Quinteto
- Astor Piazzolla – bandoneón, arreglos
- Héctor Console – contrabajo
- Horacio Malvicino – guitarra eléctrica
- Fernando Suárez Paz – violín
- Pablo Ziegler – piano

Personal
- Greg Calbi – masterizado
- Jon Fausty – ingeniero, mezcla
- Kip Hanrahan – productor, ingeniero
- Nancy Hanrahan – productor asociado
- Scott Marcus – productor ejecutivo
- Charles Reilly – fotógrafo
- Shawna Stobie – ingeniero asistente, asistente de mezcla